# Landgericht Ulrichstein
Das Landgericht Ulrichstein war von 1838 bis 1879 ein erstinstanzliches Gericht der ordentlichen Gerichtsbarkeit in der Provinz Oberhessen des Großherzogtums Hessen mit Sitz in Ulrichstein. Dem Landgericht übergeordnet war das Hofgericht Gießen und darüber das Oberappellationsgericht Darmstadt.

## Gründung
Durch Verfügung des Großherzoglich Hessischen Ministerium des Innern und der Justiz wurde zum 1. Dezember 1838 ein neues Landgericht Ulrichstein errichtet, dessen Gerichtsbezirk sich aus Teilen benachbarter Landgerichtsbezirke zusammensetzte.

## Bezirk
| Gemeinde           | Herkunft                   | Zugang | Abgang | Nach                    |
| ------------------ | -------------------------- | ------ | ------ | ----------------------- |
| Altenhain          | Landgericht Schotten       | 1838   | 1879   | Amtsgericht Ulrichstein |
| Bobenhausen II     | Landgericht Schotten       | 1838   | 1879   | Amtsgericht Ulrichstein |
| Felda              | Landgericht Alsfeld        | 1838   | 1879   | Amtsgericht Ulrichstein |
| Feldkrücken        | Landgericht Schotten       | 1838   | 1879   | Amtsgericht Ulrichstein |
| Helpershain        | Landgerichtsbezirk Alsfeld | 1838   | 1879   | Amtsgericht Ulrichstein |
| Höckersdorf        | Landgericht Schotten       | 1838   | 1879   | Amtsgericht Ulrichstein |
| Kestrich           | Landgerichtsbezirk Alsfeld | 1838   | 1879   | Amtsgericht Ulrichstein |
| Kleinfelda         | Landgerichtsbezirk Alsfeld | 1838   | 1879   | Amtsgericht Ulrichstein |
| Köddingen          | Landgerichtsbezirk Alsfeld | 1838   | 1879   | Amtsgericht Ulrichstein |
| Kölzenhain         | Landgericht Schotten       | 1838   | 1879   | Amtsgericht Ulrichstein |
| Meiches            | Landgerichtsbezirk Alsfeld | 1838   | 1879   | Amtsgericht Ulrichstein |
| Oberseibertenrod   | Landgericht Schotten       | 1838   | 1879   | Amtsgericht Ulrichstein |
| Rebgeshain         | Landgericht Lauterbach     | 1850   | 1879   | Amtsgericht Ulrichstein |
| Schellnhausen      | Landgerichtsbezirk Alsfeld | 1838   | 1879   | Amtsgericht Ulrichstein |
| Schmitten          | Landgericht Schotten       | 1838   | 1879   | Amtsgericht Ulrichstein |
| Sellnrod           | Landgericht Schotten       | 1838   | 1879   | Amtsgericht Ulrichstein |
| Stumpertenrod      | Landgerichtsbezirk Alsfeld | 1838   | 1879   | Amtsgericht Ulrichstein |
| Unter-Seibertenrod | Landgericht Grünberg       | 1853   | 1879   | Amtsgericht Ulrichstein |
| Windhausen         | Landgerichtsbezirk Alsfeld | 1838   | 1879   | Amtsgericht Ulrichstein |
| Wohnfeld           | Landgericht Schotten       | 1838   | 1879   | Amtsgericht Ulrichstein |
| Zeilbach           | Landgericht Grünberg       | 1853   | 1879   | Amtsgericht Ulrichstein |

## Weitere Entwicklung
Zum 1. Oktober 1850 kam aus dem Bezirk des Landgerichts Lauterbach Rebgeshain hinzu.
Durch die umfassende Neuordnung der Gerichtsbezirke in der Provinz Oberhessen, die zum 15. Oktober 1853 in Kraft trat, kamen noch die bis dahin zum Landgericht Grünberg gehörenden Orte Unterseibertenrod und Zeilbach hinzu

## Ende
Mit dem Gerichtsverfassungsgesetz von 1877 wurden Organisation und Bezeichnungen der Gerichte reichsweit vereinheitlicht. Zum 1. Oktober 1879 hob das Großherzogtum Hessen deshalb die Landgerichte auf. Funktional ersetzt wurden sie durch Amtsgerichte. So ersetzte das Amtsgericht Ulrichstein das Landgericht Ulrichstein. „Landgerichte“ nannten sich nun die den Amtsgerichten direkt übergeordneten Obergerichte. Das Amtsgericht Ulrichstein wurde dem Bezirk des Landgerichts Gießen zugeordnet.

## Richter
- Ludwig Zimmermann (1806–1881), 1844–1847 Landrichter in Ulrichstein